# Jean-Pierre La Placa
Jean-Pierre La Placa (Genf, 1973. június 15. –) svájci labdarúgócsatár.